# 松木幹一郎

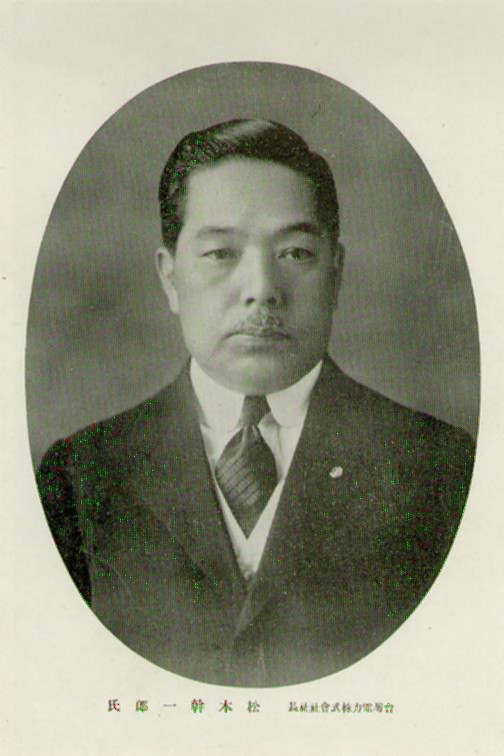
松木幹一郎（1930年）

松木 幹一郎（まつき かんいちろう、1872年3月10日（明治5年2月2日） - 1939年（昭和14年）6月14日）は、明治から昭和初期にかけて活動した官僚、実業家。台湾電力社長。族籍は愛媛県平民。動物学者の青木淳一は孫。

## 人物

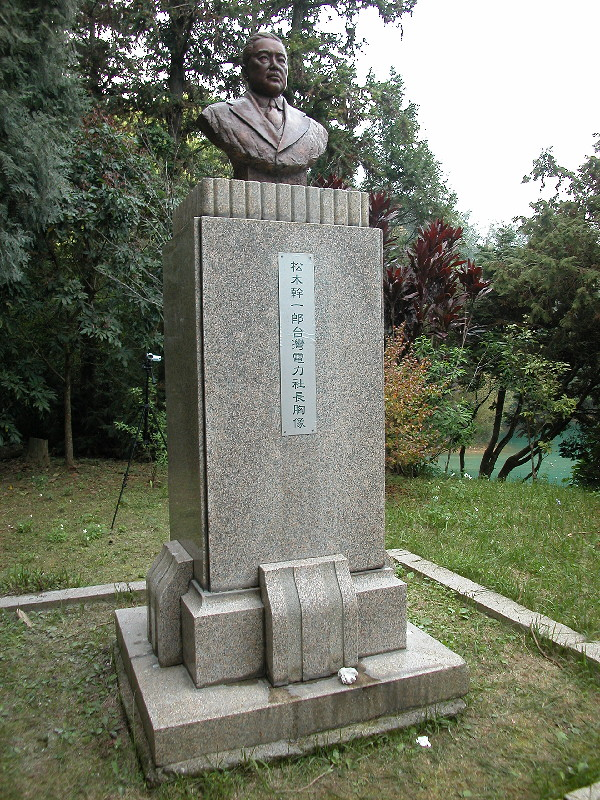
台湾日月潭台電社長松木幹一郎の胸像，2010年3月台湾奇美実業の創設者許文龍重塑寄付

愛媛県周桑郡楠河村大字河原津（現在の愛媛県西条市河原津）出身。松木操平の長男。松木家は予州の豪族河野通有の後裔である。旧制愛媛一中、旧制三高を経て1896年、東京帝国大学法科大学英法科を卒業。法学士の称号を得る。
逓信省書記官、広島郵便局長、帝国鉄道庁参事、鉄道院理事、東京市参与同電気局長を歴任。1918年、山下合名会社総理事となり、山下汽船、福島炭鉱各会社代表取締役、山下鉱業、浦賀船渠会社取締役に挙げられた。帝都復興院副総裁、東京市政調査会専務理事、台湾電力社長などを務めた。

## 栄典
- 1897年（明治30年）11月30日 - 従七位[3]
- 1910年（明治43年）5月21日 - 正五位[4]
- 1930年（昭和5年）12月5日 - 帝都復興記念章[5]